# Boleslav 2. af Bøhmen
Boleslav 2. (død 7. februar 999), også kaldet Boleslav den Fromme (tjekkisk: Boleslav Pobožný), var fyrste af Bøhmen fra 967/972 til 999. Han tilhørte slægten Přemysliderne og herskede som hertug af Bøhmen over regionen omkring Prag, Bøhmens dominerende territorium.